# アニック
アニック (英語: Alnwick [ˈænᵻk] ( 音声ファイル)) は、イングランドのノーサンバーランド北部にあるマーケットタウンで、伝統的なカウンティ・タウンである。2011年イギリス国勢調査では、8,116人であった。
町はアルン川南岸にあり、ベリック＝アポン＝ツイードとスコットランド国境の南 32マイル (51 km) 、北海のアルンマウスから 5マイル (8 km) 内陸、ニューカッスル・アポン・タインの北 34マイル (55 km) にある。
町の歴史は西暦600年頃にさかのぼり、農業の中心地として栄えた。アニック・カースルは、中世の北部イングランドにおいて最も強大な男爵であったノーサンバランド伯の本拠地だった。また、エディンバラとロンドンを結ぶグレート・ノースロードの中継地点だった。町の中心部は比較的ほとんど変化していないが、町としてはある程度の成長を遂げており、牧草地だった場所がいくつかの住宅団地となり、南の道路沿いに新しい工場や貿易団地が開発されている。

## 歴史
アニック (Alnwick) という名前は、古英語のwic（「酪農場、集落」）とアルン川の名前に由来している。

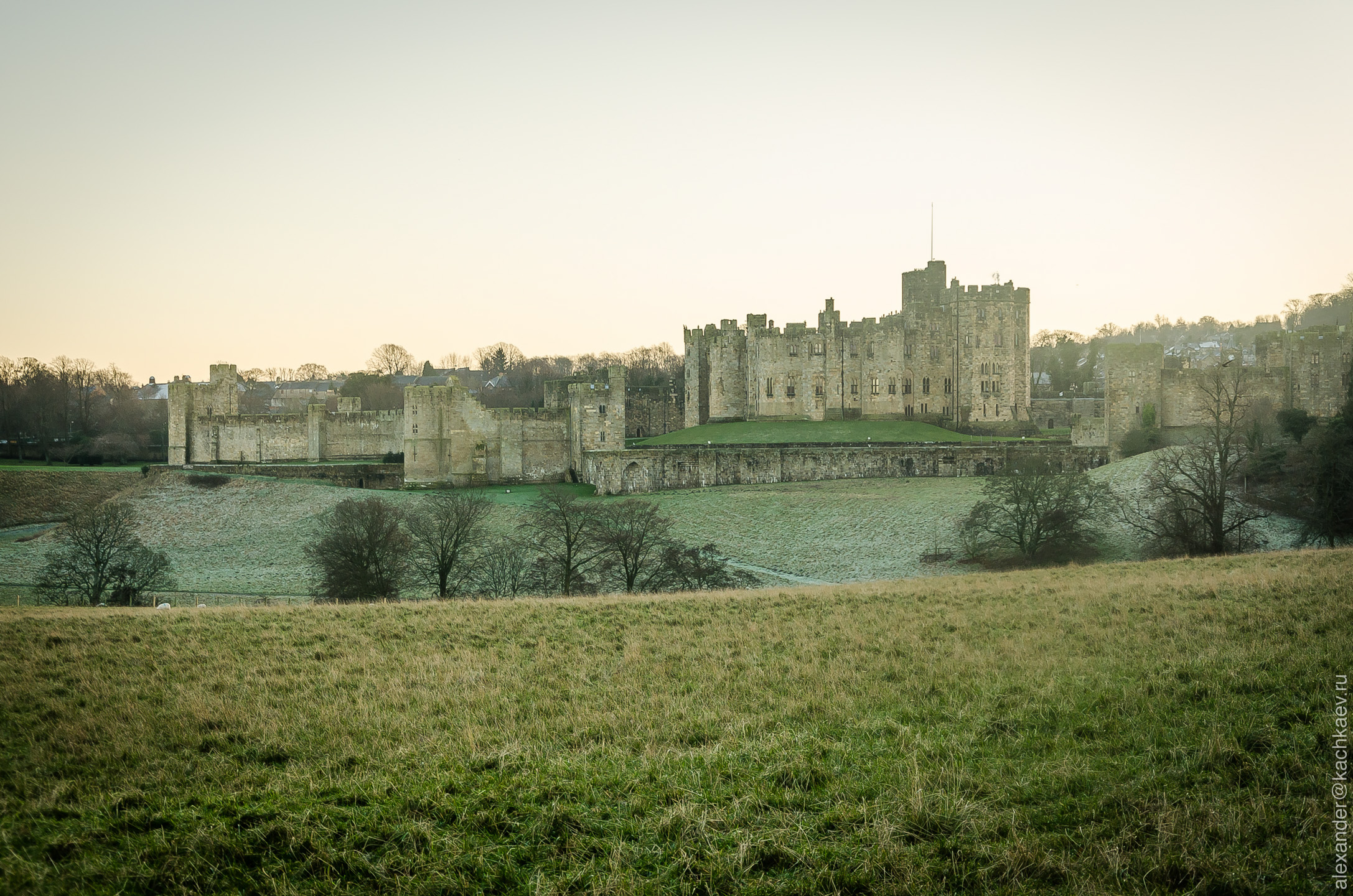
冬のアニック・カースル（2013年12月）

## 地理
アニックは北緯55度25分00秒 西経01度42分00秒 / 北緯55.41667度 西経1.70000度 (55.417,-1.700)1に位置する。アルン川は非公式の北の境界を形成している。

## 姉妹都市
- ノルウェー ブリン（英語版）
- フランス ラニー＝シュル＝マルヌ
- ドイツ フォアーデ（英語版）

## 著名な人物

### アニックで生誕
- ヘンリー・”ホットスパー”・パーシー (1364?–1403) - 初代ノーサンバランド伯の息子
- ジョン・バスビー (1765–1857) - 鉱山技師
- プリドー・ジョン・セルビー (1788–1867) - 鳥類学者、植物学者、芸術家
- ジョージ・ビドル・エアリー (1801–1892) - 天文学者、1835年から1881年まで王室天文官
- T・J・コブデン＝サンダーソン（英語版） - アーツ・アンド・クラフツ運動に関連する芸術家で製本士
- ラルフ・テート (1840–1901) - 植物学者、地質学者
- バーナード・ボサンケ（英語版） - 哲学者

### アニックで死去
- マルカム3世 (スコットランド王) (1093死去)
- ティップ・ティッピング (1958–1993) - 俳優、ブラントン（英語版）でパラシュートの事故により死去